# Aeroportul Internațional Cibao
Aeroportul Internațional Cibao (IATA: STI, ICAO: MDST) este un aeroport din Licey al Medio⁠(d), Santiago Province⁠(d), Republica Dominicană ce deservește zona Santiago de los Caballeros. Aeroportul a fost tranzitat în 2022 de 1.796.209 pasageri.
Situat la o altitudine de 172 m, aeroportul dispune de 1 pistă.

## Infrastructură

### Piste
Aeroportul dispune de o singură pistă. Pista 11/29 are suprafața de asfalt și dimensiunile 2.620 m × 45 m. 